# Залухов
Залу́хов (укр. Залухів) — село в Самаровской сельской общине Ковельского района Волынской области Украины.
До 2020 года входило в Ратновский район.
Код КОАТУУ — 0724283901. Население по переписи 2001 года составляет 424 человека. Почтовый индекс — 44120. Телефонный код — 3366. Занимает площадь 1,37 км².